# Philippe Albert
Philippe Julien Albert, född 10 augusti 1967 i Bouillon, är en före detta belgisk fotbollsspelare. Under sin aktiva karriär spelade han för R Charleroi SC, KV Mechelen, RSC Anderlecht och Newcastle United i England. Albert gjorde 41 framträdanden för det belgiska landslaget och höjdpunkten i karriären var när han representerade landslaget i USA-VM 1994.
Han började sin karriär i Charleroi innan han flyttade till Mechelen där hans spel förärade honom med den högsta utmärkelsen inom Belgisk fotboll, Guldskon. Denna bedrift förde honom vidare till Anderlecht där han vann belgiska ligan två gånger och under samma period hjälpte landslaget att kvalificera sig till VM.
Han blev känd för den stora fotbollspubliken under VM 94, där han spelade i fyra av Belgiens matcher. Han krönte sina famträdanden med två mål varav ett mot Tyskland i åttondelsfinalen, varpå en entusiastisk Sven-Göran Eriksson utbrast "Han är inte bara en bra försvarsspelare, han är också en läcker fotbollsspelare". Efter hans prestationer i VM blev han köpt av Kevin Keegans Newcastle för £2.6m.
Han uppnådde snabbt legendarstatus i Newcastle, inte minst för hans mindre defensiva tendenser i mittförsvaret hos "the Entertainers". Han tog ofta offensiva löpningar och trivdes med att spela kring motståndarlagets straffområde. Hans absolut mest kända framträdande på engelsk mark var när han fräckt chippade in bollen över en hjälplös Peter Schmeichel i en 5–0 vinst över Manchester United.
Från läktarna kunde Newcastles fans höras sjunga "Phillipe, Phillipe Albert, everyone knows his name" efter en jingel från en populär barnserie från 1970-talet, The Adventures of Rupert Bear.
När han 1999 lämnade Newcastle var det för sin gamla klubb Charleroi, där han spelade ytterligare en säsong innan han lade skorna på hyllan.
Efter avslutad spelarkarriär har han arbetat som expert för belgisk tv.